# Taeniophyllum gracile
Taeniophyllum gracile là một loài thực vật có hoa trong họ Lan. Loài này được (Rolfe) Garay miêu tả khoa học đầu tiên năm 1972.